# Sun386i
De Sun386i (codenaam Roadrunner) was een hybride UNIX/pc-compatibel werkstation dat door Sun Microsystems geproduceerd werd van 1988 tot 1991. Het werkstation is gebaseerd op de Intel 80386-microprocessor, maar deelt veel onderdelen met systemen uit de toenmalige Sun-3-serie.
BYTE bekroonde de Sun386i in 1989 als een van de "Excellence"-winnaars van de BYTE Awards voor het vermogen om meerdere MS-DOS-applicaties onder SunOS uit te voeren.

## Ontwerp
In tegenstelling tot de Sun-3-modellen heeft de Sun386i een pc-moederbord in een mini-tower-chassis. Er zijn twee varianten geproduceerd: de Sun386i/150 en de Sun386i/250 met respectievelijk een 20 of 25 MHz CPU. Het moederbord bevat naast de CPU ook een  80387 FPU, een 82380 timer/DMA/interrupt-controller en een speciaal ontworpen Ethernet-chip. Er zijn ook voorzieningen voor diskettes, SCSI, seriële RS-232 en parallelle Centronics-interfaces, evenals vier ISA-slots en vier Sun-specifieke 32-bits "lokale" busslots. Deze laatste worden gebruikt voor geheugen- en videokaarten.
Het systeem had een maximale RAM-capaciteit van 16 MB. Er waren drie videokaarten beschikbaar: een monochrome BW2-kaart, een 8-bits kleuren-CG3-kaart of een versnelde 8-bits kleuren-CG5-kaart. Daarnaast kon een VGA-videokaart in een ISA-slot geïnstalleerd worden die door een MS-DOS-sessie kon gebruikt worden.
SunOS werd speciaal voor de Sun386i naar de 386-architectuur geporteerd. De Sun386i wordt ondersteund door SunOS versie 4.0, 4.0.1 en 4.0.2. De Sun386i-versie van SunOS bevat naast de SunView-GUI ook de VP/ix MS-DOS-emulator. Deze laatste draait als een gewoon SunOS-proces en maakt het dus mogelijk om meerdere MS-DOS-sessies tegelijkertijd uit te voeren, wat destijds een belangrijk verkoopargument was.

## Modellen
| Model       | Codenaam   | CPU                          | CPU MHz | Maximum RAM | Chassis                              |
| ----------- | ---------- | ---------------------------- | ------- | ----------- | ------------------------------------ |
| Sun386i/150 | Roadrunner | Intel 80386, Intel 80387 FPU | 20 MHz  | 8 MB        | 4× 32 bit-slot + 4× ISA (mini-tower) |
| Sun386i/250 | Roadrunner | Intel 80386, Intel 80387 FPU | 25 MHz  | 16 MB       | 4× 32 bit-slot + 4× ISA (mini-tower) |

## Sun486i
De Sun486i (codenaam Apache) was een geüpgraded model met een 25 MHz 80486 CPU en een verbeterde SCSI-interface. Er werd een klein aantal preproductiesystemen gebouwd, maar het product werd uiteindelijk in 1990 geannuleerd.